# AH87
AH87 là một tuyến đường nằm trong hệ thống xa lộ xuyên Á. AH87 dài 606 kilômét (377 mi) từ Ankara đến Izmir, Thổ Nhĩ Kỳ.

## Thổ Nhĩ Kỳ
- Đường D200: Ankara - Sivrihisar
- Đường D260: Sivrihisar - Afyonkarahisar
- Đường D300: Afyonkarahisar - Uşak - Izmir